# Rugby Parma F.C. 1931 2008-2009

## Supercoppa italiana 2008
| Incontro          | Risultato |
| ----------------- | --------- |
| Calvisano — Parma | 23-34     |

## Super 10 2008-09

### Stagione regolare
| Incontro              | Andata | Ritorno |
| --------------------- | ------ | ------- |
| Capitolina — Parma    | 14-33  | 24-38   |
| Parma — Petrarca      | 42-0   | 35-26   |
| Veneziamestre — Parma | 9-15   | 12-33   |
| Parma — Viadana       | 30-34  | 21-15   |
| Parma — Rovigo        | 20-30  | 6-14    |
| Benetton — Parma      | 9-27   | 22-22   |
| Parma — Rugby Roma    | 22-20  | 3-17    |
| GRAN Parma — Parma    | 13-18  | 19-25   |
| Parma — Calvisano     | 11-28  | 14-20   |

#### Risultati della stagione regolare
| Posizione | G  | V  | N | P | PF  | PS  | DP  | B | Pt |
| --------- | -- | -- | - | - | --- | --- | --- | - | -- |
| 5ª        | 18 | 11 | 1 | 6 | 415 | 326 | +89 | 6 | 52 |

## Coppa Italia 2008-09

### Prima fase
| Incontro           | Risultato |
| ------------------ | --------- |
| Parma — Viadana    | 24-21     |
| Rovigo — Parma     | 5-41      |
| Calvisano — Parma  | 13-25     |
| Parma — Capitolina | 18-9      |

#### Risultati della prima fase
| Posizione | G | V | N | P | PF  | PS | DP  | B | Pt |
| --------- | - | - | - | - | --- | -- | --- | - | -- |
| 1ª        | 4 | 4 | 0 | 0 | 108 | 48 | +60 | 1 | 17 |

### Fase finale
| Turno | Incontro              | Risultato |
| ----- | --------------------- | --------- |
| SF    | Parma — Petrarca      | 23-13     |
| F     | Parma — Veneziamestre | 20-18     |

## European Challenge Cup 2008-09

### Prima fase
| Incontro            | Andata | Ritorno |
| ------------------- | ------ | ------- |
| Parma — Brive       | 34-29  | 13-29   |
| El Salvador — Parma | 21-59  | 29-0    |
| Parma — Newcastle   | 14-20  | 16-21   |

#### Risultati della prima fase
| Posizione | G | V | N | P | PF  | PS  | DP  | B | Pt |
| --------- | - | - | - | - | --- | --- | --- | - | -- |
| 3ª        | 6 | 3 | 0 | 3 | 165 | 120 | +45 | 4 | 16 |

## Verdetti
- Parma vincitore della Supercoppa italiana 2008.
- Parma vincitore della Coppa Italia 2008-09.
- Parma qualificato alla European Challenge Cup 2009-10.